# カニカッティーニ・バーニ
カニカッティーニ・バーニ（イタリア語: Canicattini Bagni, シチリア語: Janiattìni）は、イタリア共和国シチリア州シラクーザ県にある、人口約6,900人の基礎自治体（コムーネ）。

## 地理

### 位置・広がり

#### 隣接コムーネ
隣接するコムーネは以下の通り。
- ノート
- シラクーザ

## 文化・観光

### 名所
- Chiesa Madre S. Maria degli Angeli
- Chiesa delle Anime Sante
- Chiesa di  Maria SS. Ausiliatrice
- Ponte di S. Alfano

### 行事
- Festa di San Michele

9月29日
- Palio di San Michele

聖ミケーレに祝日の週の全部

## 人物

### 著名な出身者
- アルトゥーロ・バジーレ - 20世紀の指揮者